# 青斑細棘鰕虎魚
青斑細棘鰕虎魚（学名：Acentrogobius viridipunctatus）为輻鰭魚綱鰕虎鱼目鰕虎魚科細棘鰕虎魚屬的一种鱼类，俗名珠虎鱼。分布于东非、印度、泰国、日本、菲律宾、印度尼西亚以及南中国海等海域，體長可達9.2公分。该物种的模式产地在孟买。

## 扩展阅读
維基物種上的相關：青斑細棘鰕虎魚